# Адлер Георгій Петрович
Георгій Петрович Адлер (1886–1965) — київський авіаконструктор. Член Київського товариства повітроплавання. Працював в конструкторському бюро Ігоря Сікорського.

## Біографія
Народився у 1886 році. Під час навчання в Київському політехнічному інституті у 1903–1909 роках створив ряд вдалих моделей планерів. Був членом Київського товариства повітроплавання, де брав участь у роботах над літаком Билінкіна, Сікорського.
У 1912 році разом із Ігорем Сікорським працював на РБВЗ над проектами знаменитого авіаконструктора. У 1913 році закінчив школу пілотів ИВАК.
З початком Першої світової війни пішов на фронт добровольцем. Був рядовим Севастопольського авіаційного загону. 25 листопада 1914 отримав диплом льотчика у Севастопольській військовій авіаційній школі. 13 березня 1915 вдало пройшов іспити на звання військового льотчика і 20 березня 1915 був направлений до 28-го корпусного авіаційного загону.
Проявив себе хоробрим і вмілим авіатором, отримав звання старшого унтер-офіцера і був нагороджений Хрестом ордена Св. Георгія 4-го ступеню.
Після важкого поранення повернувся до інженерної діяльності, якою займався і в радянський час.
Георгій Адлер брав участь у випробуваннях літака С-6А, а також входив до конструкторського бюро Сікорського, яке розробляло С-7.
Морський льотчик Н. А. Яковицький, що був начальником 1-го морського винищувального загону, який діяв на Північній Двіні, у 1919 році писав, що в 1917–1918 рр. Адлер розробляв одномісний аероплан на поплавках з мотором Рон. Удалось виготовити фюзеляж з шасі і рамою для двигуна, оперенням і не обтягнутими крилами.
Син Георгія Петровича Адлера — Адлер Євген Георгійович, теж став авіаційним конструктором.

## Нагороди та відзнаки
- Георгіївський хрест 4-го ступеню;